# Britannia (série télévisée)
Pour les articles homonymes, voir Britannia.
Britannia est une série télévisée de fantasy historique britannico-américaine écrite par Jez Butterworth et diffusée du 18 janvier 2018 au 12 octobre 2021 sur Sky Atlantic et aux États-Unis depuis le 26 janvier 2018 sur Prime Video.
En France, la série est diffusée depuis le 26 octobre 2018 sur RMC Story et au Québec depuis le 13 décembre 2018 sur le Club Illico. Elle reste inédite dans les autres pays francophones.

## Synopsis
L'histoire se déroule en l’an 43. Le général Aulus Plautius arrive pour conquérir l'ile de Bretagne, entre massacre des celtes et manipulation politique des druides.

## Distribution
- Romains
  - David Morrissey (VF : Mathieu Buscatto) : Aulus Plautius
  - Fortunato Cerlino (VF : Jean-Jacques Nervest) : Vespasien
  - Hugo Speer (VF : Stefan Godin) : Lucius
  - Daniel Caltagirone (VF : Renaud Meyer) : Brutus
  - Aaron Pierre (VF : Diouc Koma) : Antonius
  - Zaqi Ismail (en) (VF : Mathias Timsit) : Philo
  - Gershwyn Eustache Jnr (VF : Raphaël Cohen) : Vitus

- Cantii
  - Kelly Reilly (VF : Cindy Tempez) : Kerra
  - Ian McDiarmid (VF : Georges Claisse) : le roi Pellenor
  - Julian Rhind-Tutt (VF : Valéry Schatz) : Phelan
  - Annabel Scholey (VF : Ariane Aggiage) : Amena
  - Barry Ward (en) (VF : Maurice Decoster) : Sawyer
  - Callie Cooke (VF : Yaël Elhadad) : Islene
  - Eleanor Worthington Cox (en) (VF : Emmylou Homs) : Cait (la petite fille dont le père est aveugle élue des dieux)

- Regni
  - Zoë Wanamaker (VF : Isabelle Leprince) : la reine Antedia
  - Joe Armstrong : Gildas
  - Liana Cornell (VF : Marie Zidi) : Ania

- Druides
  - Mackenzie Crook (VF : Stéphane Ronchewski) : Veran
  - Jodie McNee (VF : Catherine Artigala) : Willa
  - Jack Roth (VF : Yohan Lévy) : Ossian

- Autres
  - Nikolaj Lie Kaas (VF : Sylvain Agaësse) : Divis
  - Stanley Weber : Lindon le gaulois
  - Laura Donnelly (VF : Barbara Tissier) : Hella

 Source et légende : version française (VF) sur RS Doublage

## Production
En mars 2023, la série est annulée après trois saisons.

## Épisodes

### Première saison (2018)
1. Malheur aux vaincus (Episode #1.1)
2. Alliances secrètes (Episode #1.2)
3. Honneur et trahisons (Episode #1.3)
4. Le Jugement des Dieux (Episode #1.4)
5. Tractations (Episode #1.5)
6. L'Élu (Episode #1.6)
7. Seuls au monde (Episode #1.7)
8. Initiation (Episode #1.8)
9. Pax Romana (Episode #1.9)

### Deuxième saison (2019)
En mars 2018, Sky Atlantic annonce le renouvellement de la série pour une seconde saison. Elle a été mise en ligne le 7 novembre 2019.
1. Visite impériale (Episode #2.1)
2. Que les Dieux se prononcent (Episode #2.2)
3. Genèse (Episode #2.3)
4. Sombre jeu (Episode #2.4)
5. Ma sœur, la reine (Episode #2.5)
6. Les bras de l'aigle (Episode #2.6)
7. Alliance de forces obscures (Episode #2.7)
8. Une douloureuse vérité (Episode #2.8)
9. La croisée des chemins (Episode #2.9)
10. Le défi (Episode #2.10)

### Troisième saison (2021)
1. Le retour de l'élue (Episode #3.1)
2. L'arbre de lune (Episode #3.2)
3. Trésor de guerre (Episode #3.3)
4. La grande vision (Episode #3.4)
5. Les machinations d'Hemple (Episode #3.5)
6. Un bien précieux (Episode #3.6)
7. Le viaduc (Episode #3.7)
8. Vae Victis (Episode #3.8)